# Storebro
Storebro é uma localidade da Suécia, situada na província histórica da Småland, nas margens do rio Stångån.
Tem cerca de  1 054 habitantes (2017), e pertence à Comuna de Vimmerby.
Está localizada a 9 km a sul da cidade de Vimmerby.
Na sua economia há a destacar a construção de pequenos barcos.